# Pont de Champtoceaux
Le pont de Champtoceaux est un pont franchissant la Loire et supportant la route départementale 751c, entre Oudon, en Loire-Atlantique, et Champtoceaux, en Maine-et-Loire. Il est achevé en 1976.

## Galerie

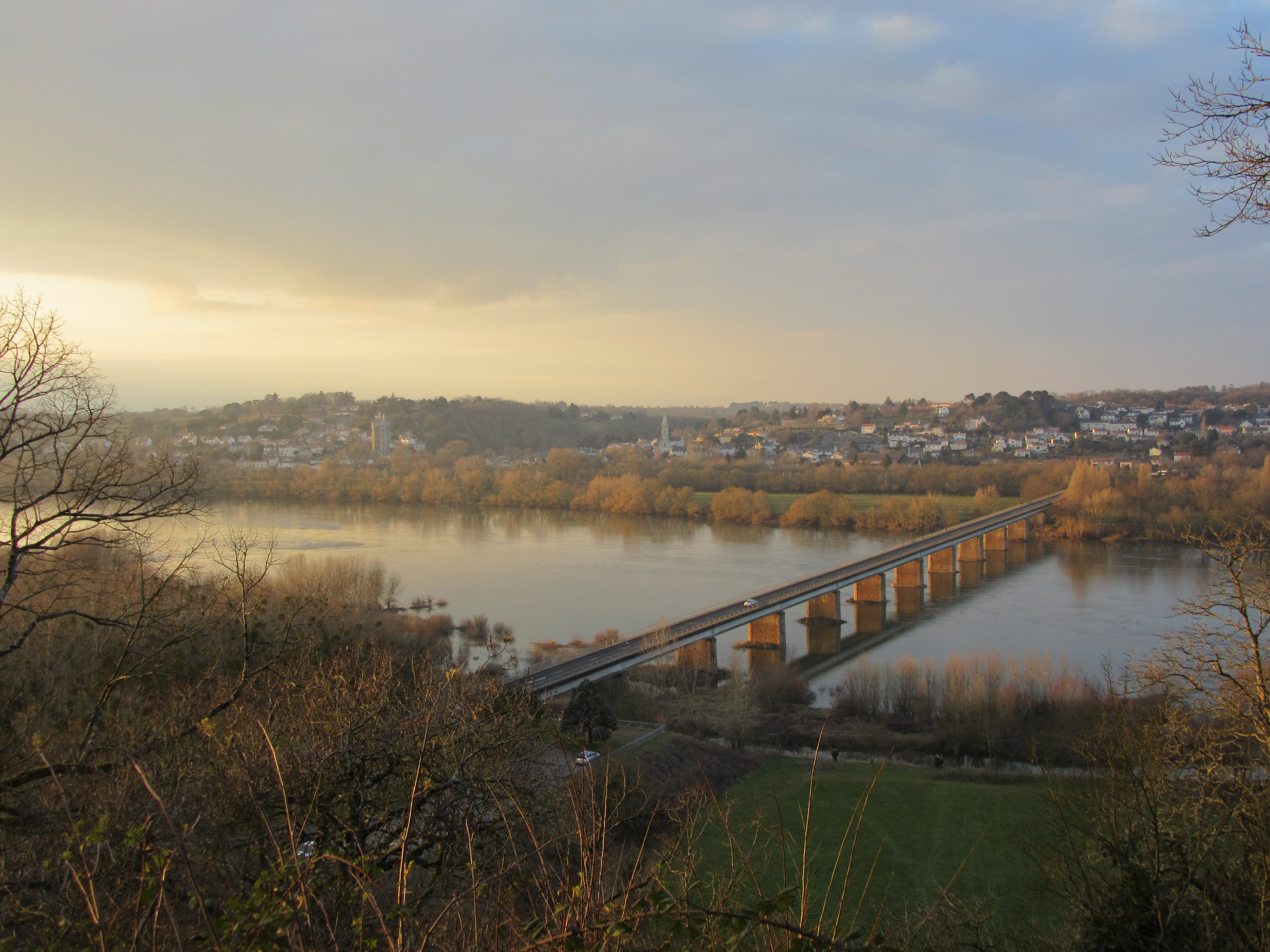
Vu de la citadelle de Champtoceaux.
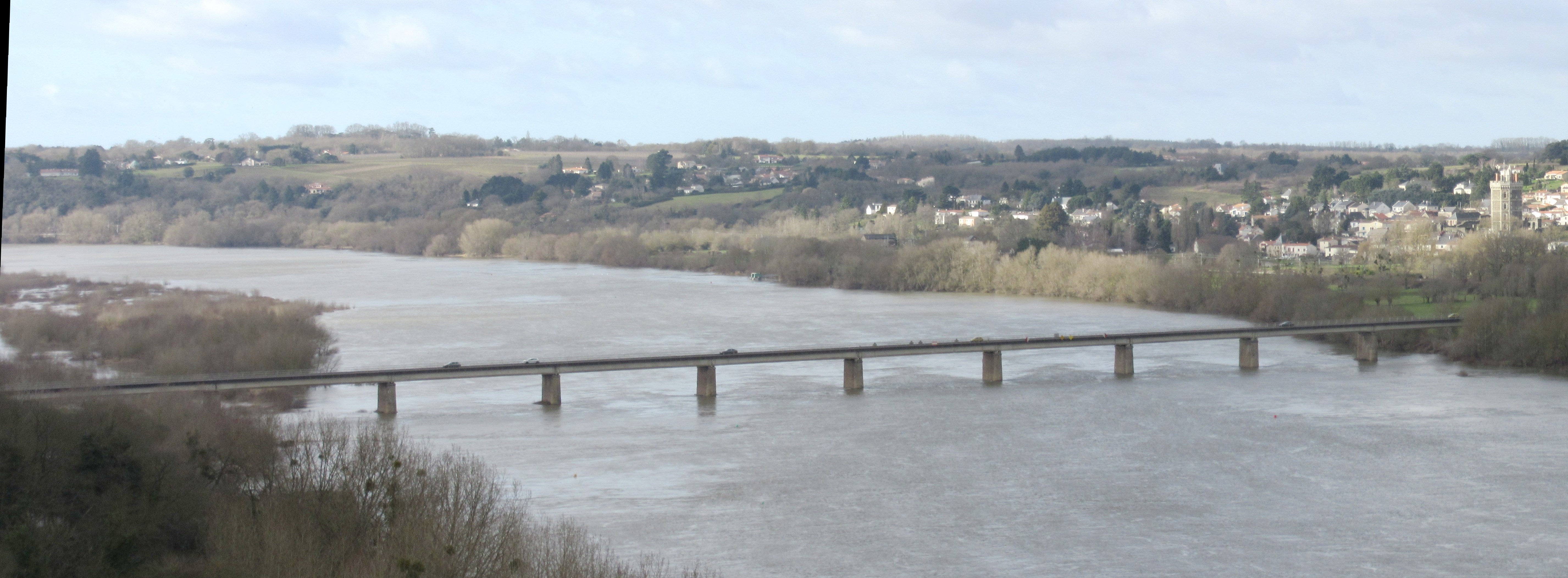
Vu du belvédère du Champalud.
- Franchissement sud-nord.